# Thereianthus bracteolatus
Thereianthus bracteolatus är en irisväxtart som först beskrevs av Jean-Baptiste de Lamarck, och fick sitt nu gällande namn av Gwendoline Joyce Lewis. Thereianthus bracteolatus ingår i släktet Thereianthus och familjen irisväxter. Inga underarter finns listade i Catalogue of Life.